# Pseudolabrus semifasciatus
 Pseudolabrus semifasciatus és una espècie de peix de la família dels làbrids i de l'ordre dels perciformes.

## Morfologia
Els mascles poden assolir els 22,2 cm de longitud total.

## Distribució geogràfica
Es troba a l'Illa de Pasqua.